# Сикиревці
Сикиревці (хорв. Sikirevci) — населений пункт і громада в Бродсько-Посавській жупанії Хорватії.

## Населення
Населення громади за даними перепису 2011 року становило 2476 осіб. Населення самого поселення становило 1781 осіб.
Динаміка чисельності населення громади:
Динаміка чисельності населення центру громади:

## Населені пункти
Крім поселення Сикиревці, до громади також входить Яруге.

## Клімат
Середня річна температура становить 11,15 °C, середня максимальна – 25,46 °C, а середня мінімальна – -5,88 °C. Середня річна кількість опадів – 731 мм.
| Клімат поселення                              | Клімат поселення | Клімат поселення | Клімат поселення | Клімат поселення | Клімат поселення | Клімат поселення | Клімат поселення | Клімат поселення | Клімат поселення | Клімат поселення | Клімат поселення | Клімат поселення | Клімат поселення |
| Показник                                      | Січ.             | Лют.             | Бер.             | Квіт.            | Трав.            | Черв.            | Лип.             | Серп.            | Вер.             | Жовт.            | Лист.            | Груд.            |                  |
| Середній максимум, °C                         | 6,07             | 8,21             | 12,81            | 17,34            | 22,43            | 25,46            | 25,40            | 24,98            | 21,02            | 15,57            | 9,64             | 5,64             |                  |
| Середня температура, °C                       | 0,10             | 2,20             | 6,82             | 11,40            | 16,46            | 19,50            | 21,21            | 20,84            | 16,86            | 11,40            | 5,50             | 1,50             |                  |
| Середній мінімум, °C                          | −5,88            | −3,73            | 0,87             | 5,40             | 10,47            | 13,50            | 17,10            | 16,69            | 12,71            | 7,26             | 1,36             | −2,64            |                  |
| Норма опадів, мм                              | 47               | 44               | 45               | 55               | 66               | 94               | 70               | 64               | 53               | 64               | 71               | 58               |                  |
| Середньомісячна швидкість вітру, м/с          | 1.90             | 2.16             | 2.50             | 2.40             | 2.10             | 2.00             | 2.00             | 1.80             | 1.70             | 1.80             | 1.90             | 1.95             |                  |
| Середньомісячна сонячна радіація, кДж/м²·день | 4389             | 7075             | 11042            | 15483            | 19337            | 21288            | 22372            | 20495            | 15130            | 9426             | 4925             | 3636             |                  |
| --------------------------------------------- | ---------------- | ---------------- | ---------------- | ---------------- | ---------------- | ---------------- | ---------------- | ---------------- | ---------------- | ---------------- | ---------------- | ---------------- | ---------------- |
| Джерело:                                      |                  |                  |                  |                  |                  |                  |                  |                  |                  |                  |                  |                  |                  |